# Charlotte Bredahl
Charlotte Bredahl, född den 21 april 1957 i Köpenhamn i Danmark, är en amerikansk ryttare.
Hon tog OS-brons i lagtävlingen i dressyr i samband med de olympiska ridsporttävlingarna 1992 i Barcelona.